# Javorový sirup

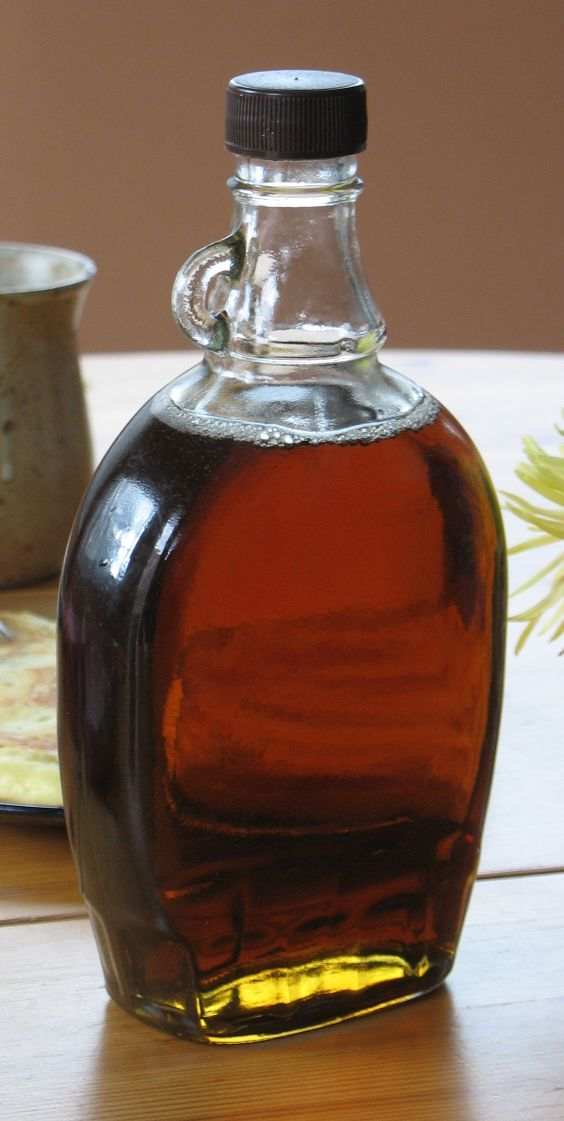
Javorový sirup v lahvi

Javorový sirup je přírodní sladidlo získávané nejčastěji z mízy javoru cukrového (ovšem je možné ho vyrábět i z mízy jiných javorů). Z javorů se dá získat na jaře jejich navrtáním a zachycováním vytékající šťávy. Ta je pak následně zahušťována zahřátím. Prakticky veškerá výroba javorového sirupu probíhá v Severní Americe, kde je využívání javorového sirupu součástí kulturní tradice.
Javorová míza má poměrně vysoký obsah cukrů (1–6 %), tedy je výroba javorového sirupu snazší než výroba březového sirupu vyráběného v Severní Evropě z březové šťávy (obsah cukrů jen 0,5–2 %).

## Obsah
Hlavními složkami javorového sirupu jsou voda a sacharóza. V menších množstvích jsou přítomny i další cukry, například fruktóza a glukóza (ta pouze ke konci sklizně). Dále obsahuje některé organické kyseliny, zejména kyselinu jablečnou, díky kterým je sirup mírně kyselý. Z minerálů je nejvýznamnější podíl draslíku a vápníku, z hlediska výživy jsou významné také obsahy zinku a manganu. Tím samozřejmě není výčet látek úplný, v javorovém sirupu jsou mnohé další (například vanilin, propionaldehyd, aminokyseliny, …)

## Historie a výroba

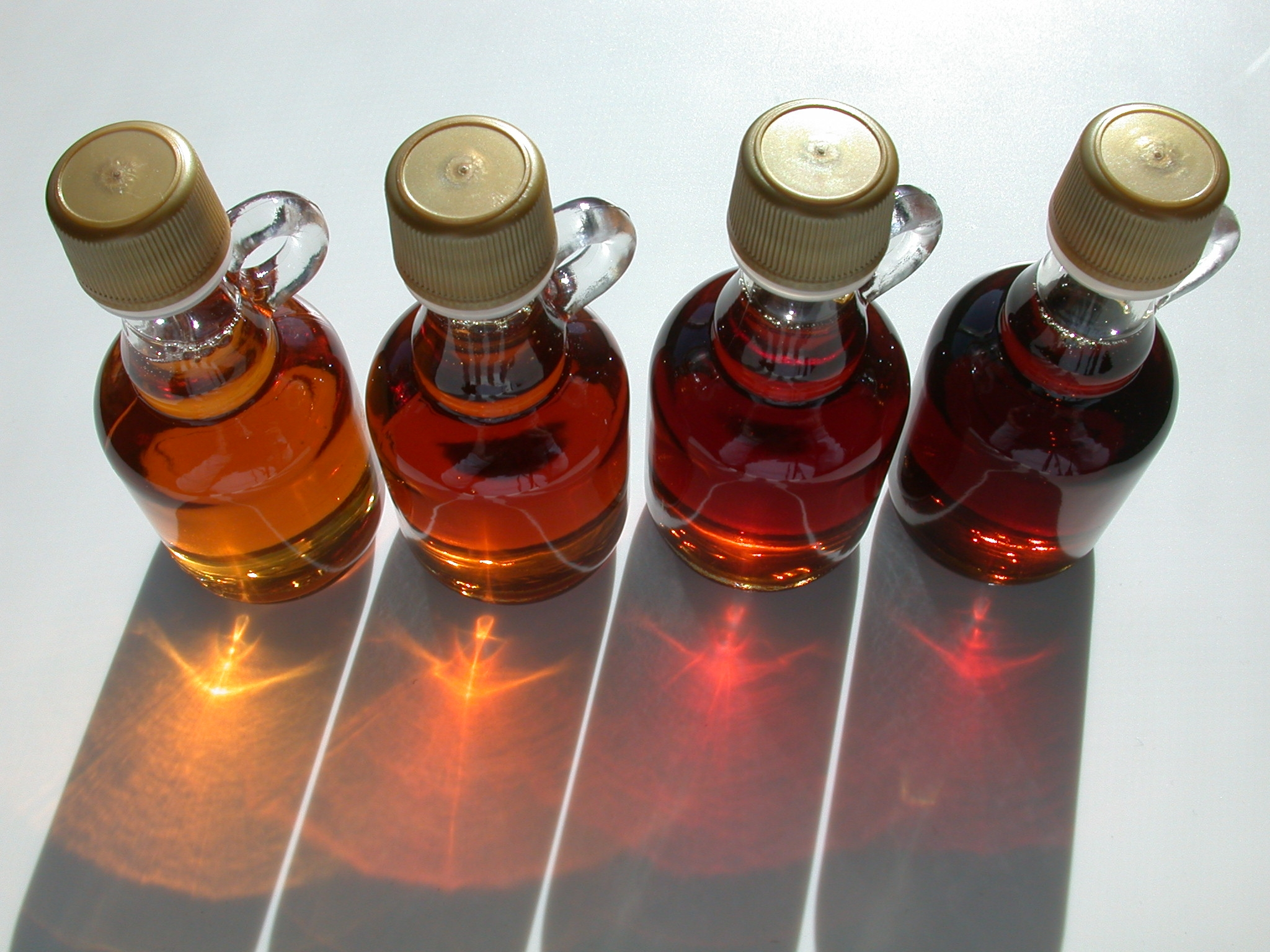
Vermontský sirup

Javorový sirup je jedním z tradičních severoamerických výrobků, místní indiánské kmeny zpracovávaly mízu javorů získanou jejich nařezáváním už po dlouhá období před objevením Ameriky. Od nich se to posléze naučili evropští kolonisté, například údajně už Jacques Cartier popíjel javorovou šťávu během svých kanadských cest. Evropané ovšem začali používat k jeho získávaní místo řezů otvory vrtané nebozezem.
Během 17. a 18. století pro evropské osadníky představoval javorový sirup hlavně dostupný zdroj koncentrovaného cukru, neboť třtinový cukr bylo nutné dovážet z Karibiku.
Zhruba v době Americké občanské války už začal být hlavním sladidlem ve Spojených státech amerických třtinový cukr (během samotné války ovšem na severu vzácný) a posléze se tak hlavním javorovým produktem stal sirup místo cukru. V téže době se zdokonalila technika tepelné úpravy: místo kotlů se začaly používat mělké pánve, z kterých se voda odpařuje rychleji, ještě později se pro částečné odstranění vody začala používat reverzní osmóza.
Dnes je hlavním výrobcem javorového cukru Kanada, kde se ho v roce 2004 vyrobilo 26,5 milionu litrů, tedy více než 80 % světové produkce, přičemž 75 % světové produkce pochází z provincie Québec. Ve Spojených státech amerických se nejvíce javorového sirupu vyrobí ve Vermontu (4,3 milionu litrů v roce 2011), následuje New York (0,56 milionů litrů) a Maine (0,36 milionů litrů). Mimo Severní Ameriku se menší množství javorového sirupu vyrábí v Jižní Koreji a v Japonsku.